# Châteauneuf (Loire)
Châteauneuf is een gemeente in het Franse departement Loire (regio Auvergne-Rhône-Alpes) en telt 1445 inwoners (1999). De plaats maakt deel uit van het arrondissement Saint-Étienne.

## Geografie
De oppervlakte van Châteauneuf bedraagt 13,6 km², de bevolkingsdichtheid is 106,3 inwoners per km².
De onderstaande kaart toont de ligging van Châteauneuf (Loire) met de belangrijkste infrastructuur en aangrenzende gemeenten.

## Demografie
Onderstaande figuur toont het verloop van het inwonertal (bron: INSEE-tellingen).

1. ↑  Populations de référence 2022.